# Casals Hall
Casals Hall (カザルスホール, Kazarusu Hōru) fou una sala de concerts a Ochanomizu, Tòquio, Japó en honor al violoncel·lista Pau Casals. Es va obrir l'any 1987 com a sala de música de cambra i té un auditori d'estil caixa de sabates amb capacitat per a 511 persones. Arata Isozaki va ser l'arquitecte, amb un disseny acústic de Nagata Acoustics. L'any 1997, amb motiu de les celebracions del desè aniversari, es va instal·lar un orgue de 41 parades de Jürgen Ahrend.
La sala havia estat originalment propietat i patrocinada pels editors de la Shufunotomo Company, però les condicions econòmiques van donar lloc a la retirada de fons el 2000. El 2003, la Universitat Nihon va adquirir l'edifici Ochanomizu Square, del qual forma part la sala, i el 31 de març de 2010 la va tancar. El mateix any es va llençar una campanya per a reobrir la sala pel Save Casals Hall Committee, liderada per la pianista Iwasaki Shuku i Marta Casals Istomin.